# Lake Bridgeport
Pour le lac situé dans le même État, voir Lac Bridgeport.
Lake Bridgeport est une ville située à l'ouest du comté de Wise, au Texas, aux États-Unis,.

## Démographie
Lors du recensement de 2020, la ville comptait une population de 339 habitants.